# Tennispark (Efteling)
Tennispark De Efteling is een voormalige attractie in het attractiepark de Efteling. Het tennispark opende in 1951 en sloot in 1984. Het tennispark lag op de plaats waar nu Fabula ligt. 

## Geschiedenis
Het tennispark is aangelegd als onderdeel van de grote werken uit 1950 die de basis vormden voor Natuurpark de Efteling. Het Natuurpark de Efteling was de voortzetting van het R.K. Sport- en Wandelpark. Naast de 4 tennisbanen waren er nog voetbalvelden, een manege en een zwembad te vinden. Gedurende de jaren erna verdwenen stuk voor stuk zaken. In 1984 werd het Tennispark gesloten.

## Tennisclub
In 1952 werd een tennisclub opgericht, TC Boomerang. De tennisclub heeft 32 jaar lang gespeeld op de terreinen van de Efteling. In 1984 verhuisde de vereniging en sloot het Tennispark. 

Lijst van attracties in de Efteling · Lijst van sprookjes in de Efteling · Afbeeldingen